# Vittorio Gassman
Vittorio Gassman (Gènova, Itàlia, 1922 – Roma, 2000), conegut popularment a Itàlia com Il Mattatore, fou un actor teatral i cinematogràfic i director de cinema italià. Gassman és considerat entre els millors actors italians i reconegut com un intèrpret extraordinàriament professional, versàtil i magnètic.

## Biografia
Vittorio Gassman nasqué l'1 de setembre de 1922 a la ciutat de Gènova, sent el seu pare originari d'una rica família alemanya i la seva mare de Pisa. Es va traslladar a Roma de ben jove, on va començar els seus estudis a l'Academia Nazionale d'Arte Drammatica, on han estudiat algunes de les més importants figures del cinema i teatre italians com Paolo Stoppa, Rina Morelli, Adolfo Celi, Luigi Squarzina, Elio Pandolfi, Rossella Falk, Lea Padovani, Paolo Panelli, Nino Manfredi, Tino Buazzelli, Gianrico Tedeschi, Monica Vitti, Luca Ronconi, entre d'altres.
El seu debut es va produir a la ciutat de Milà l'any 1942, amb Alda Borelli en l'obra teatral Nemica de Niccodemi. A Roma va formar després equip artístic, que el faria famós, en el Teatre Eliseo amb Tino Carraro i Ernesto Calindri. Amb ells va actuar en una sèrie d'obres que anaven des de la comèdia burgesa fins al teatre més sofisticat intel·lectualment, sense cap aparent dificultat per a transitar entre papers tan diferents.
El 1946 va fer el seu debut en el cinema a Preludio d'amore; i a l'any següent va aparèixer ja en cinc pel·lícules. El 1948 la seva famosa interpretació en Arròs amarg, de Giuseppe De Santis, va demostrar la seva passió pel cinema i la seva capacitat per a resultar eficient tant en el teatre com en el setè art.
Amb la companyia teatral de Luchino Visconti Gassman va aconseguir el major èxit, al costat de Stoppa, Rina Morelli i Paola Borboni. Així va interpretar el personatge de Stanley Kowalski a l'obra de Tennessee Williams Un tramvia anomenat desig, i va resultar brillant en la Rosalinda de Shakespeare i en l'Oreste de Vittorio Alfieri. A continuació es va unir al Teatro Nazionale amb Tommaso Salvini, Massimo Girotti, Arnoldo Foà, per realitzar un reeixit Peer Gynt, de Henrik Ibsen.
Als anys 50 participà en la producció televisiva Il Mattatore, que li donà el seu sobrenom, i sobretot el catapultà a l'estrellat. Sense abandonar mai el teatre participà en diverses produccions cinematogràfiques de Hollywood, on va conèixer la seva segona esposa, l'actriu nord-americana Shelley Winters.
El 1997 fou guardonat amb el Premi Príncep d'Astúries de les Arts.
Els últims anys de la seva vida fou víctima d'una forta depressió, i va morir a Roma el 29 de juny de l'any 2000 víctima d'un atac de cor.
L'any 2010, en el desè aniversari de la mort de Vittorio Gassman, el Festival Internacional de Cinema de Venècia va retre-li un homenatge, l'1 de setembre, en que Gassman hauria fet vuitanta-vuit anys, amb l'estrena mundial de Vittorio racconta Gassman, una vita da Mattatore. El film és «un llargmetratge que reconstrueix el recorregut professional i humà del Mattatore a través de materials inèdits, de diversos repertoris, petits enregistraments familiars i, sobretot, de la veu del propi Vittorio Gassman i del seu fill Alessandro».

## Filmografia

### Actor
- Preludio d'amore (1946)
- Le Avventure di Pinocchio, (1947)
- Il Cavaliere misterioso (1947)
- Daniele Cortis (1947)
- L'Ebreo errante (1947)
- La Figlia del capitano (1947)
- Riso amaro (1948)
- I Fuorilegge, (1949)
- Ho sognato il paradiso (1949)
- Il Lupo della Sila, (1949)
- Lo Sparviero del Nilo, (1949)
- Il Tradimento, (1949)
- Una Voce nel tuo cuore, (1949)
- Il Leone di Amalfi (1950)
- Anna (1951)
- La Corona negra (1951)
- Il sogno di Zorro (1952)
- Sombrero (1953)
- Glass Wall (1953)
- Cry of the Hunted (1953)
- Mambo (1954)
- Rhapsody (1954)
- La dona més bonica del món (La Donna più bella del mondo) (1955)
- Difendo il mio amore (1956)
- Giovanni dalle bande nere (1956)
- Kean (1956)
- Guerra i pau (War and Peace), (1956)
- La ragazza del palio (1957)
- La tempesta (1958)
- I soliti ignoti (1958)
- Audace colpo dei soliti ignoti (1959)
- La Cambiale (1959)
- La grande guerra (1959)
- The Miracle (1959)
- Le Sorprese dell'amore (1959)
- Crimen (1960)
- Il Mattatore (1960)
- Ànima negra (Anima nera) (1961)
- I Briganti italiani (1961)
- Fantasmes de Roma (Fantasmi a Roma) (1961)
- Una vida difícil (Una Vita difficile) (1961)
- Il Giudizio universale (1961)
- Amore difficile (1962)
- Il Giorno più corto (1962)
- La Marcia su Roma (1962)
- Il sorpasso (1962)
- Barabbas (1962)
- Frenesia dell'estate (1963)
- La Smania addosso (1963)
- Il Successo (1963)
- I Mostri (1963)
- La Congiuntura, (1964)
- Il Gaucho (1964)
- Se permettete parliamo di donne (1964)
- Slalom (1965)
- Una Vergine per il principe (1965)
- The Dirty Game, (1965)
- L'Arcidiavolo (1966)
- L'Armata Brancaleone (1966)
- Le Piacevoli notti (1966)
- Woman Times Seven (1967)
- Lo Scatenato (1967)
- Il Tigre (1967)
- La Pecora nera (1968)
- Questi fantasmi (1968)
- Il Profeta (1968)
- L'Alibi (1969)
- L'Arcangelo (1969)
- Dove vai tutta nuda? (1969)
- Una su 13 (1969)
- Brancaleone alle crociate (1970)
- Il Divorzio (1970)
- L'Udienza (1971)
- En nom del poble italià (In nome del popolo italiano) (1971)
- Scipione detto anche l'africano (1971)
- Senza famiglia, nullatenenti cercano affetto (1972)
- Che c'entriamo noi con la rivoluzione? (1973)
- La Tosca (1973)
- C'eravamo tanto amati (1974)
- Profumo di donna (1974)
- La ronda del plaer (A mezzanotte va la ronda del piacere) (1975)
- Come una rosa al naso (1976)
- El desert dels tàrtars (Il Deserto dei Tartari) (1976)
- Signore e signori, buonanotte (1976)
- Telefoni bianchi (1976)
- Anima persa (1977)
- Due pezzi di pane (1978)
- I Nuovi mostri (1978)
- A Wedding (1978)
- Quintet (1979)
- Caro papà (1979)
- Sono fotogenico (1980)
- La terrazza (1980)
- The Nude Bomb (1980)
- Il Turno (1981)
- La brigada de Sharky (Sharky's Machine) (1981)
- Camera d'albergo (1981)
- Il Conte Tacchia (1982)
- Di padre in figlio (1982)
- Tempest (1982)
- Benvenuta (1983)
- La Vie est un roman (1983)
- Paradigma (1985)
- I Soliti ignoti vent'anni dopo (1987)
- La Famiglia (1987)
- I Picari (1988)
- Mortacci (1989)
- Lo Zio indegno (1989)
- I Divertimenti della vita privata (1990)
- Les Mille et une nuits (1990)
- Dimenticare Palermo (1990)
- El llarg hivern (1991)
- Rossini! Rossini! (1991)
- Quando eravamo repressi (1992)
- Tolgo il disturbo (1992)
- Tutti gli anni una volta l'anno (1994)
- Abraham (1994) (TV)
- Sleepers (1996)
- Un homme digne de confiance (1997)
- Deserto di fuoco (1997) (serie TV)
- La cena (1998)
- La Bomba, (1999)
- Luchino Visconti (1999)

### Director
- Di padre in figlio (1982)
- Senza famiglia, nullatenenti cercano affetto (1972)
- L'Alibi (1969)
- Kean (1956)

## Premis i nominacions

### Festival de Canes
| Any  | Categoria    | Pel·lícula                        | Resultat  |
| ---- | ------------ | --------------------------------- | --------- |
| 1975 | Millor actor | Profumo di donna (Perfum de dona) | Guanyador |

### Premi David di Donatello
| Any  | Categoria                      | Pel·lícula     | Resultat  |
| ---- | ------------------------------ | -------------- | --------- |
| 1960 | Millor actor amb Alberto Sordi | La gran guerra | Guanyador |
| 1975 | Millor actor                   | Perfum de dona | Guanyador |
| 1979 | Millor actor                   | Caro papà      | Guanyador |
| 1982 | Medalla especial               |                |           |
| 1984 | Medalla especial               |                |           |
| 1987 | Millor actor                   | La família     | Guanyador |
| 1991 | Premi especial                 |                |           |
| 1975 | David a la carrera             |                |           |

### Festival Internacional de Cinema de Sant Sebastià
| Any  | Categoria      | Pel·lícula                | Resultat  |
| ---- | -------------- | ------------------------- | --------- |
| 1971 | Millor actor   | Brancaleone alle crociate | Guanyador |
| 1988 | Premi Donostia |                           |           |

### Mostra de Venècia
| Any  | Categoria                | Pel·lícula | Resultat |
| ---- | ------------------------ | ---------- | -------- |
| 1996 | Lleó d'or per la carrera |            |          |

## Vittorio Gassman a Catalunya
Vittorio Gassman va actuar per primera vegada a Barcelona l'any 1963, en el Palau de la Música. Amb el Teatro Popolare Italiano van presentar l'espectacle Il gioco degli eroi, amb fragments d'obres del teatre universal de diverses èpoques.
El juliol de 1984 Vittorio Gassman va representar al Teatre Grec de Barcelona el seu espectacle teatral Non essere, en el qual interpretava diversos monòlegs: Informe per a una acadèmia de Frank Kafka, fragments de Kean d'Alexandre Dumas, en versió de Jean Paul Sartre, on també participava la seva filla Paola Gassman, L'home de la flor a la boca de Luigi Pirandello, i Les picardies del teatre de L. Codignola, en què hi ha una part important d'improvisació de l'actor. La funció va ser gravada per Televisió de Catalunya. Es va emetre per TV3 el 18 de gener de 1985 i està publicada al 3alacarta.
El gener de 1987 Gassman va tornar a Barcelona per representar al Mercat de les Flors Affabulazione de Pier Paolo Pasolini, dirigida per ell mateix, i interpretada en el principals papers per ell i el seu fill Alessandro.